# Río Estenilla
El río Estenilla es un curso de agua del centro de la península ibérica perteneciente a la cuenca hidrográfica del Guadiana. Discurre por las provincias españolas de Toledo y Ciudad Real.

## Curso
Tiene una longitud de 76,73 km y drena una cuenca de 198,07 km². Nace en los Montes de Toledo y desemboca en el río Guadiana a la altura del embalse de Cíjara. Antes de la construcción del embalse, el Estenilla se unía al río Estena kilómetros antes de la desembocadura de este último en el Guadiana. En su curso atraviesa el parque nacional de Cabañeros.
Aparece descrito en el séptimo volumen del Diccionario geográfico-estadístico-histórico de España y sus posesiones de Ultramar de Pascual Madoz de la siguiente manera:

ESTENILLAS: arroyo en la prov. de Toledo, part. jud. de Navahermosa, térm. de Navalucillos: nace en un sitio llamado las Perreras Altas, térm. de Anchuras (Ciudad-Real); tiene un puente fabricado á espensas del Sr. Arzobispo de Toledo, y después de 5 leg. de curso entra en el r. Estena, que luego baja al Guadiana.
(Madoz, 1847, p. 605)

## Flora y fauna
Casi todo el cauce del Estenilla forma parte de la reserva natural fluvial de los Ríos Estena, Estenilla y Estomiza. El río Estenilla tiene una gran importancia por sus comunidades ictícolas, entre las que destacan las poblaciones de ciprínidos. La cobertura vegetal en la parte alta del río está formada por fresnos principalmente, acompañada de chopos, brezales y juncales. El medio circundante tiene rasgos de vegetación atlántica (abedules, tejos, acebos, arces).